# The Gypsy Queens
The Gypsy Queens es una banda callejera francés proveniente de Niza y firmados por London Records (Universal Music Group). La banda evoluciono a tocar en las fiestas privadas más importantes del mundo, incluso para 57 jefes de estados.

La banda comenzó su vida cuando dos músicos ambulantes – Didier Casnati y Philip Jones – se unieron en el 2000, antes de expandirse y convertirse en un quinteto para el 2007. La alineación ha evolucionado continuamente, con el fundador y cantante principal Didier ‘Didi’ Casnati — quien también es el mánager de la banda — la única presencia constante.
La alineación internacional toca un gran repertorio de covers multi lingüísticos, con un estilo vocal rico comparado al de The Beach Boys o The Beatles.
Aunque la banda ha publicado álbumes con éxito en el 2012 y 2014 son ante todo una banda de performance, típicamente tocando en más de 200 eventos privados en un año. Fueron "descubiertos" por Elton John y Nicolas Sarkozy mientras tocaban en el famoso restaurante de Niza "La Petite Maison" y han sido pilares del circuito de fiestas privadas de los ricos y famosos desde entonces. El fundador Didier Casnati dice «somos la banda más famosa de la cual jamás has oído».

## Historia

### Orígenes y miembros
Miembros fundadores Didier Casnati (de Varese) y Philip Jones (de Los Ángeles) se conocieron mientras tocaban en la calle por el mercado de flores de Niza.
Para el 2007, la alineación se había expandido a cinco, y mientras que algunos miembros iban y venían, la banda se ha mantenido un quinteto desde ese entonces.
En el 2011 cuando la banda firmó por London Records, parte del Universal Music Group, la alineación consistía de:
- Didier Casnati (Italia) cantante principal y líder
- Jason King (Reino Unido) contrabajo
- Anders Klunderud (Noruega) guitarra
- Jay Metcalf (EE. UU.), saxofón
- Manuel Polin (México), baterista

La alineación corriente consiste de:
- Didier Casnati (Italia) cantante principal y líder
- Liam Hornsby, baterista (Reino Unido) baterista
- Geronimo Ribas, guitarra (Chile) guitarra
- Joan Chavez, contrabajo (Colombia), contrabajo
- Tyler Gasek, saxofón (EE. UU.), saxofón

La banda toca un repertorio internacional de covers pop acústico y todos los miembros cantan, dándoles un estilo que los críticos comparan a The Beach Boys y The Beatles.

### Apariciones notables
The Gypsy Queens hicieron el papel de The Plastic People of the Universe en la obra Rock 'n' Roll de Tom Stoppard del 26 de septiembre de 2008 al 23 de octubre de 2008, en el Teatro Nacional de Niza. Los roles principales de la obra fueron interpretados por Pierre Vaneck y Maruschka Detmers.
The Gypsy Queens tocaron en el Glastonbury Festival y Isle of Wight Festival en el 2013.
En fiestas y eventos privados, la banda ha tocado para personajes como Elton John, Rod Stewart, Príncipe William, Príncipe Harry, Nicolas Sarkozy, Príncipe de Monaco, Bono, Mélanie Laurent, David Hasselhoff, Giorgio Armani, Kevin Spacey, Bill Murray, Huey Lewis, Richard E. Grant, Jude Law, Robert De Niro, Chris Martin, David Beckham, Quincy Jones, Lance Armstrong, R.E.M., y Theo Fennell entre muchas otras celebridades y figuras públicas.

### 2012: álbum debut
Después de firmar con London Records, la banda grabó el álbum The Gypsy Queens con el productor Larry Klein (quien ha trabajado con Joni Mitchell, Herbie Hancock y Madeleine Peyroux) en Los Ángeles, California en abril de 2012.
El álbum incluye las canciones "l’americano", "Aicha", "Ventura Highway", y "Marrakesh Express". Contiene vocales de Madeleine Peyroux, Graham Nash, Gerry Beckley y Dewey Bunnell, y también piano por Booker T. Jones.
El álbum fue publicado el 2 de noviembre de 2012 y debutó en el puesto 46 de la lista de álbumes del Reino Unido.

### 2014: Lost in the Music
Después del éxito del primer álbum, la banda grabó Lost in The Music. Producido por el cantante principal Didier Casnati, fue grabado en el famoso RAK Studios de Londres, y finalizado en Los ángeles.
El álbum incluye las canciones "Do you St. Tropez", "Losing myself in the music", "Sunny", y "Parole, parole". Contiene vocals de Ben Taylor y Hayley Westenra y fue mezclado por el ingeniero de sonido Helik Hadar, ganador de múltiples premios Grammy.

### 2020: Reminiscing With Friends
En 2020, la banda grabó el primer single del disco Reminiscing With Friends (Sonico Productions Ltd 2023) de vuelta con el productor Larry Klein, entre los estudios The Village (studio) en Los Angeles, y Metropolis studios en Londres.
El disco empezó con la grabación de la canción  "I'm into Something Good", con el mismo Peter Noone de la banda Herman's Hermits que grabó el original en 1964. La siguiente grabación fue "Buona Sera".
En 2022, la canción "L'americano" del primer album de la banda, fue parte de la película de Netfilx "Love in the Villa" con Kat Graham   y Tom Hopper  y dirigida por Mark Steven Johnson .
El 13 de octubre de 2023, The Gypsy Queens publicaron el video "Buona Sera Signorina" en duo con el actor americano Tony Danza. El video cuenta con la participación de Michel Hicks, Nadia Farès (Los ríos de color púrpura)  y Joe Gannascoli (actor de Los Soprano), fue dirigido por Jaci Judelson, y escrito John Patrick Shanley (Ganador de un Óscar para "Hechizo de luna" 1987). El video tuvo un éxito inmediato con más de 1 millón de vistas en YouTube en una semana.
El 3 de noviembre, publicaron "Oh me, Oh my", con la misma cantante original de la canción Lulu.

## Discografía

### Álbumes de estudio
| Título            | Detalles del álbum | Posición top |
| Título            | Detalles del álbum | Reino Unido  |
| ----------------- | --- | ------------ |
| The Gypsy Queens  | - publicado: 2 de noviembre de 2012 - compañías: Universal Music Group, London Records - formatos: CD, Descarga de música | 46           |
| Lost in the Music | - publicado: 23 de junio de 2014 - compañías: Universal Music Group, London Records - formatos: CD, Descarga de música    | --           |

### Singles
| Año  | Título                                                                                                 | Posición top | Álbum                    |
| Año  | Título                                                                                                 | UK           | Álbum                    |
| ---- | --- | ------------ | ------------------------ |
| 2012 | "L'Americano" (con The Boys from Made in Chelsea (version single) o Madeleine Peyroux (version álbum)) | 53           | The Gypsy Queens         |
| 2014 | "Do you St Tropez" (con Hayley Westenra (version single) or Ben Taylor (version álbum))                | -            | Lost in the Music        |
| 2023 | "Something good" (con Peter Noone (version single) (version álbum))                                    | -            | Reminiscing with friends |
| 2023 | "Buona Sera Signorina" (con Tony Danza (version single) (version álbum))                               | -            | Reminiscing with friends |
| 2023 | "Oh me Oh my" (con Lulu (version single) (version álbum))                                              | -            | Reminiscing with friends |

## Premios y nominaciones
| 2016 | Estrella de Oro Excelencia Professional | ganado |